# Flávio Canto
Flávio Vianna de Ulhôa Canto, (* 16. dubna 1975 v Oxfordu, Spojené království) je brazilský zápasník – judista, majitel bronzové olympijské medaile z roku 2004.

## Sportovní kariéra
Narodil se do rodiny jaderného fyzika, se kterým v dětství procestoval řadu zemí. Hrál fotbal nebo v Kalifornii, kde žil několik let surfoval. Judo ho zaujalo potom co viděl zvítězit na olympijských hrách v Soulu v roce 1988 Aurélia Miguela a ve 14 letech začal s tréninkem. Jeho judo bylo charakteristické výtečným, čistě technickým bojem na zemi. Svého času patřil mezi nejlepší judisty praktikující techniky sumbisson (škrcení, páčení).
V roce 1995 se poprvé prosadil do brazilské reprezentace a v roce 1996 startoval na olympijských hrách v Atlantě, kde vybojoval 7. místo. V roce 2000 však o účast na olympijských hrách v Sydney nečekaně přišel na úkor Marcela Aragãa, se kterým prohrál ve finále brazilské olympijské kvalifikace. V roce 2004 si brazilskou olympijskou kvalifikaci pohlídal, i když jeho finálový soupeř Tiago Camilo se dlouho s porážkou nemohl smířit. Na olympijských hrách v Athénách porazil ve druhém kole evropského favorita Alexeje Budolina z Estonska, ve čtvrtfinále však podlehl Rusu Nosovovi. V oprávách potvrdil formu, v boji o třetí místo porazil zklamaného Poláka Roberta Krawczyka a vybojoval bronzovou olympijskou medaili. V dalších letech již s Camilem nedokázal držet krok a v roce 2008 se na olympijské hry v Pekingu nekvalifikoval. Sportovní kariéru si protáhl až do roku 2012, kdy v 36 letech oznámil její konec.
Již během aktivní sportovní činnosti byl tváři řady projektů na rozvoj sportu (juda) v chudých částech země, měst a jejich slumů. Od roku 2012 se trenérské práci věnuje naplno. K jeho blízkým přátelům patří v současnosti celosvětově nejznámější zápasnice Ronda Rouseyová.

### Vítězství
- 2006 - 2x světový pohár (Hamburk, Praha)
- 2010 - 1x světový pohár (Lisabon)

## Výsledky
| Turnaj                  | 1995             | 1996             | 1997             | 1998             | 1999             | 2000             | 2001             | 2002             | 2003             | 2004             | 2005             | 2006             | 2007             | 2008             | 2009             | 2010             | 2011             |
| Turnaj                  | 20               | 21               | 22               | 23               | 24               | 25               | 26               | 27               | 28               | 29               | 30               | 31               | 32               | 33               | 34               | 35               | 36               |
| Turnaj                  | polostřední váha | polostřední váha | polostřední váha | polostřední váha | polostřední váha | polostřední váha | polostřední váha | polostřední váha | polostřední váha | polostřední váha | polostřední váha | polostřední váha | polostřední váha | polostřední váha | polostřední váha | polostřední váha | polostřední váha |
| ----------------------- | ---------------- | ---------------- | ---------------- | ---------------- | ---------------- | ---------------- | ---------------- | ---------------- | ---------------- | ---------------- | ---------------- | ---------------- | ---------------- | ---------------- | ---------------- | ---------------- | ---------------- |
| Olympijské hry          |                  | 7.               |                  |                  |                  | —                |                  |                  |                  | 3.               |                  |                  |                  | —                |                  |                  |                  |
| Mistrovství světa       | —                |                  | 7.               |                  | —                |                  | —                |                  | úč.              |                  | —                |                  | —                |                  | —                | 5.               | úč.              |
| Panamerické hry         | 3.               |                  |                  |                  | 2.               |                  |                  |                  | 1.               |                  |                  |                  | 5.               |                  |                  |                  | —                |
| Panamerické mistrovství |                  | 3.               | 1.               | 3.               | 1.               | —                | —                | 3.               | 1.               | 1.               | —                | 1.               | 5.               | —                | 2.               | 1.               | —                |